# Wellcome Trust

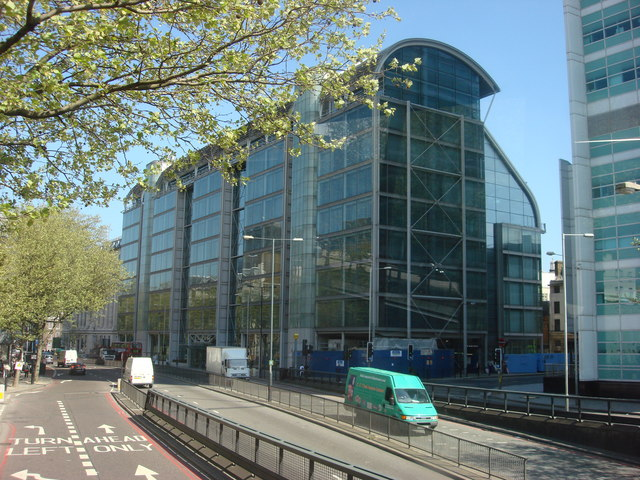
Het Gibbs Building, administratief hoofdkwartier van de Wellcome Trust in Londen, ontworpen door Hopkins Architects.

De Wellcome Trust is een Britse liefdadigheidsorganisatie die in 1936 is opgericht om de nalatenschap van de Amerikaans-Britse industrieel Sir Henry Wellcome te beheren. De organisatie heeft een vermogen van ongeveer £ 14 miljard, en richt zich vooral op het subsidiëren van medisch onderzoek. Op dat gebied is het de op een na grootste niet-gouvernementele gever ter wereld, na de Bill & Melinda Gates Foundation. De Wellcome trust steunt ook open access initiatieven.